# Sylvains-Lès-Moulins
Sylvains-Lès-Moulins ist eine französische Gemeinde mit 1.280 Einwohnern (Stand: 1. Januar 2022) im Département Eure in der Region Normandie; sie gehört zum Arrondissement Bernay und zum Kanton Verneuil d’Avre et d’Iton. Die Einwohner werden Sylvains genannt.
Sie entstand mit Wirkung vom 1. Januar 2016 als Commune nouvelle durch die Integration der Nachbargemeinde Villalet. Die ursprünglich Sylvains-les-Moulins geschriebene Gemeinde wird seither zur Unterscheidung offiziell mit dem abgeänderten Namensteil "Lès" geschrieben. Der integrierten Gemeinde wurde der Status einer Commune déléguée nicht zuerkannt.

## Gliederung
| Ortsteil                                 | ehemaliger INSEE-Code | Fläche (km²) | Höhenlage (m) | Einwohnerzahl zum 1. Januar 2013 | Dichte (Einw. je km²) |
| ---------------------------------------- | --------------------- | ------------ | ------------- | -------------------------------- | --------------------- |
| Sylvains-les-Moulins (Verwaltungssitz)00 | 27693                 | 21,52        | 114–159       | 1207                             | 56,1                  |
| Villalet                                 | 27688                 | 02,36        | 104–150       | 088                              | 37,3                  |

## Geographie
Sylvains-Lès-Moulins liegt etwa 17 Kilometer südsüdwestlich von Évreux am Iton. Umgeben wird Sylvains-Lès-Moulins von den Nachbargemeinden Les Ventes im Norden, Le Plessis-Grohan im Nordosten, Chambois im Osten, Buis-sur-Damville im Süden und Südosten, Mesnils-sur-Iton im Süden und Westen sowie Le Val-Doré im Nordwesten.

## Bevölkerungsentwicklung
| Sylvains-les-Moulins00    | 137   | 128   | 448   | 659   | 945  | 919   | 1095 | 1145 | 1180 | 1207 |
| Villalet                  | 48    | 46    | 50    | 45    | 68   | 74    | 73   | 79   | 92   | 88   |
| Sylvains-Lès-Moulins      | .0185 | .0174 | .0498 | .0704 | 1013 | .0993 | 1168 | 1224 | 1272 | 1295 |
| Quelle: Cassini und INSEE |       |       |       |       |      |       |      |      |      |      |

Die (Gesamt-)Einwohnerzahlen der Gemeinde Sylvains-Lès-Moulins wurden durch Addition der bis Ende 2015 selbständigen Gemeinden ermittelt.

## Sehenswürdigkeiten
- Mühle Moulet am Iton in Sylvains-les-Moulins
- Ruine der Kirche Saint-Médard in Villalet aus dem 14./15. Jahrhundert

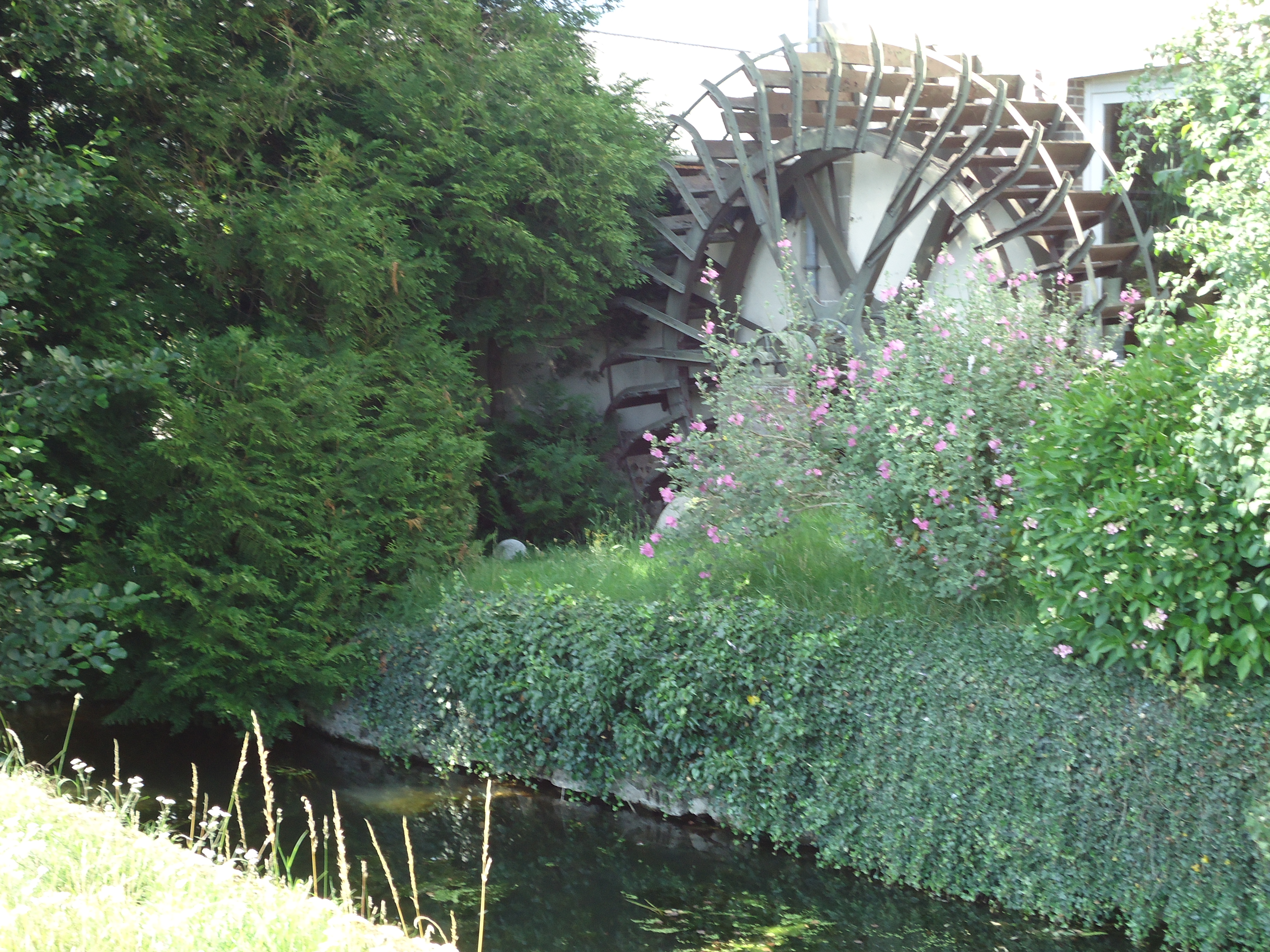
Mühlrad der Mühle Moulet am Iton
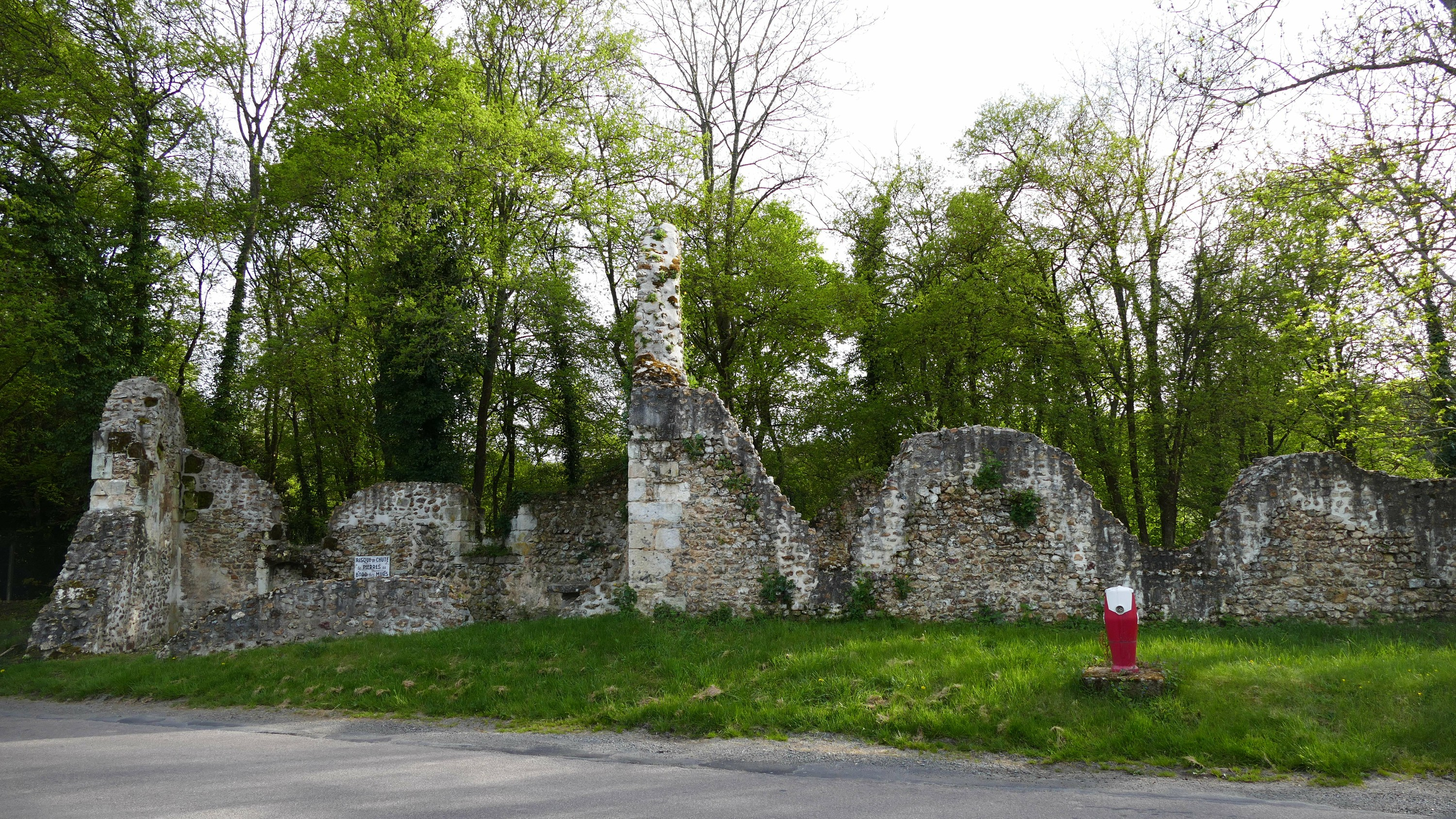
Ruine der Kirche Saint-Médard

## Persönlichkeiten
- Louis Van Haecke (1910–1978), Politiker, Bürgermeister von Villalet